# Walter Perez (acteur)
Pour les articles homonymes, voir Walter Perez (homonymie) et Perez.
Walter Perez (né le 12 juillet 1982 à South Gate, en Californie) est un acteur américain de cinéma et de télévision. Il est également musicien. 
Son rôle le plus fameux est celui qu'il tient dans le film Fame (2009) de Kevin Tancharoen, le remake du film d'Alan Parker, sorti en 1980.

## Biographie
Walter Perez est né à South Gate (Californie) et a des origines mexicaines. C'est à l'âge de 7 ans qu'il a commencé par se produire, en tant que danseur de flamenco, dans des récitals à l'école élémentaire. Dès le plus jeune âge, Walter aimait faire l'acteur, et il a dirigé et joué les rôles principaux dans beaucoup de ses films faits "maison". Dans ces films, il incarnait souvent son idole, Charlie Chaplin.
Walter Perez est acteur professionnel depuis 2002. Il aura eu de nombreux rôles dans des séries télévisées notables, en tant qu'invité. Il a été vedette principale dans The Closer, Les Experts : Miami, The Beautiful Life. Il a eu un rôle de cinq épisodes dans Friday Night Lights. En 2010, il a été la vedette principale dans Cold Case : Affaires classées, NCIS : Los Angeles et dans US Marshals : Protection de témoins. Il est apparu dans de nombreux films indépendants, tels que August Evening, dans lequel il joue Luis, un boucher qui tombe amoureux d'une veuve, Lupe.

## Filmographie

### Cinéma
- 2005 : I Spit on Your Grave 3
- 2009 : Fame de Kevin Tancharoen : Victor Taveras
- 2010 : État de choc (Inhale) de Baltasar Kormákur : Arturo
- 2012 : Avengers (The Avengers) de Joss Whedon : jeune pilote du SHIELD

### Télévision

#### Séries télévisées
- 2007 : Les Experts : Miami : Jorge Zamareno
- 2010 : Cold Case : Affaires classées : Carlos Espinosa (saison 7 épisode 13)
- 2010 : Grey's Anatomy : Russ Gammie
- 2012 : Castle : Bobby Lopez
- 2014 : NCIS : Enquêtes spéciales : Lt. Michael Waters
- 2016 : Grimm : Benjamin McCullough
- 2016 : Broken : Rick Bream (saison 1 épisode 1)
- 2018-2019 : Queen Sugar : Romero
- 2022 : Code Quantum : Richard Masterson / Leaper X

#### Téléfilms
- 2011 : La Rançon de la gloire de Carlos Portugal : Franc
- 2012 : Enceinte avant la fac de Norman Buckley : Jorge
- 2017 : La Reine de la déco (A Moving Romance) de W.D. Hogan : Pete

## Récompenses
Au Festival du film de Los Angeles de 2007, Walter a gagné l'Outstanding Performance, pour son rôle dans August Evening.

## Vie personnelle
Walter aime jouer du piano, et différents instruments, après avoir appris à en jouer pour Fame. Il passe son temps libre à faire du freeride dans les montagnes de Santa Monica, avec ses amis les plus proches.